# Brabham BT52
La Brabham BT52 (con la sua evoluzione BT52B) è stata una monoposto di Formula 1 realizzata dal team inglese Brabham e ha preso parte al campionato mondiale del 1983.
Nel 1982, la Brabham aveva installato sulle proprie vetture il motore BMW, realizzando una vettura, la BT50, adattamento della BT49D che calcava le piste dalla fine del 1979. Fu avviato il progetto di una vettura completamente nuova, la BT51 che non vide mai le gare, scendendo in pista solo per alcuni test nell'autunno 1982, a causa del cambio di regolamenti, con il divieto di utilizzo delle minigonne, l'adozione del fondo piatto e la conseguente messa al bando delle vetture ad effetto suolo. Con l'introduzione di un nuovo regolamento tecnico, la squadra realizzò quindi una nuova monoposto, ribattezzata con la sigla BT52.
I piloti erano Nelson Piquet (N°5) e Riccardo Patrese (N°6). Anche Héctor Rebaque portò in gara la vettura nella gara non titolata della Race of Champions 1983. La vettura nel corso della stagione 1983 ha vinto 4 gare su 15 conquistando 2 pole position e facendo segnare il giro più veloce in ben 5 gran premi. Al termine della stagione Piquet vinse il campionato mondiale con 59 punti mentre il titolo costruttori andò alla Scuderia Ferrari.

## Sviluppo
La vettura presentava come principale caratteristica l'utilizzo della fibra di carbonio per la realizzazione del telaio, soluzione adottata dalla McLaren sin dal 1981. A differenza del team anglo-neozelandese, il progettista Gordon Murray utilizzò la fibra di carbonio solo per la parte superiore del telaio, lasciando la parte inferiore in alluminio a nido d'ape, copiando letteralmente la soluzione adottata dalla Ensign nel 1982. Ma anche esternamente, la monoposto era molto diversa rispetto a quella dell'anno precedente: le fiancate erano ora molto corte con una disposizione detta "a freccia" che offriva oltre ad una bassa portanza, anche un arretramento dei pesi verso il posteriore e le sospensioni anteriori presentavano un nuovo schema, a quadrilateri deformabili con puntone diagonale (in inglese detto push-rod) ancorato alla parte bassa del mozzo ruote, che spingeva un bilanciere nel telaio per comprimere la molla-ammortizzatore. La monoposto montava poi pneumatici Michelin.

## Motore
Il motore era un 4 cilindri in linea BMW denominato M12/13, montato in posizione posteriore longitudinale, la cilindrata era di 1.499 cm³ e sovralimentato mediante singolo turbocompressore, era capace di sviluppare in gara una potenza di 740 CV con sovrappressione di 3 bar e accreditato della potenza di circa 800 CV durante le qualifiche con una pressione di 3,2 bar.

## Carriera agonistica

### La stagione
Dopo un primo successo all'esordio in Brasile, la vettura soffrì alcuni problemi di affidabilità e patì la superiorità della Renault e della Ferrari. Vennero risolti alcuni problemi di raffreddamento, che portavano al surriscaldamento degli ammortizzatori posteriori, troppo vicini ai radiatori e fu adottata una benzina al limite del regolamento per il numero di ottani.
Si contestò che la vettura utilizzasse benzina irregolare a causa del numero di ottano superiore alla norma, ma emersero dei dubbi anche sui metodi di verifica delle benzine e sullo stesso regolamento che ammetteva benzine di diverso tipo per le gare extraeuropee. Si arrivò al paradosso nel Gran Premio del Sud Africa, in cui si disse che le Brabham usassero benzina con numero di ottano superiore alla norma, mentre altri concorrenti usavano benzina avio, ammessa dal regolamento per quelle gare, con numero di ottano ancora maggiore. 
In realtà la Federazione internazionale dichiarò regolare la benzina, in quanto le normative parlavano di 102 ottani di limite, senza specificare una tolleranza di misurazione. Furono inchiestati diversi laboratori internazionali che confermarono che il combustibile era formalmente in tolleranza, anche se risultò che essa aveva una peso specifico molto più alto delle normali benzine.
Ecclestone ammise in una lettera di scuse ufficiali l'uso di benzina irregolare (ma dichiarando la buona fede) e scusandosi con i principali avversari Ferrari e Renault, che non sporsero reclamo permettendo la convalida del titolo; all'epoca le squadre stavano ridiscutendo gli accordi commerciali e, già allora, la parola di Ecclestone aveva un certo peso. Va anche detto che anche la Ferrari era stata messa sotto accusa per un sistema (poi vietato) che miscelava acqua alla benzina.